# Chiaucingo
Chiaucingo är en ort i Mexiko.   Den ligger i kommunen Cualác och delstaten Guerrero, i den sydöstra delen av landet, 190 km söder om huvudstaden Mexico City. Chiaucingo ligger 1 365 meter över havet och antalet invånare är 1 331.
Terrängen runt Chiaucingo är kuperad. Runt Chiaucingo är det ganska tätbefolkat, med 108 invånare per kvadratkilometer. Närmaste större samhälle är Olinalá, 6,0 km nordväst om Chiaucingo. I omgivningarna runt Chiaucingo växer huvudsakligen savannskog.